# Wignehies
Wignehies ist eine französische Kleinstadt mit 2813 Einwohnern (Stand 1. Januar 2022) im Département Nord in der Region Hauts-de-France. Sie gehört zum Arrondissement Avesnes-sur-Helpe und zum Kanton Fourmies.

## Geographie
Die Stadt Wignehies liegt an der oberen Helpe Mineure im Regionalen Naturpark Avesnois und an der Grenze zum Département Aisne, zehn Kilometer nordwestlich von Hirson und acht Kilometer westlich der Grenze zu Belgien. Umgeben wird Wignehies von den Nachbargemeinden Féron im Norden, Fourmies im Osten, Clairfontaine im Süden und Rocquigny im Westen.
Durch die Gemeinde führt die frühere Route nationale 364.

## Bevölkerungsentwicklung
| Jahr      | 1962 | 1968 | 1975 | 1982 | 1990 | 1999 | 2006 | 2012 | 2021 |
| Einwohner | 3876 | 3803 | 3798 | 3582 | 3544 | 3284 | 3169 | 3012 | 2821 |

## Sehenswürdigkeiten

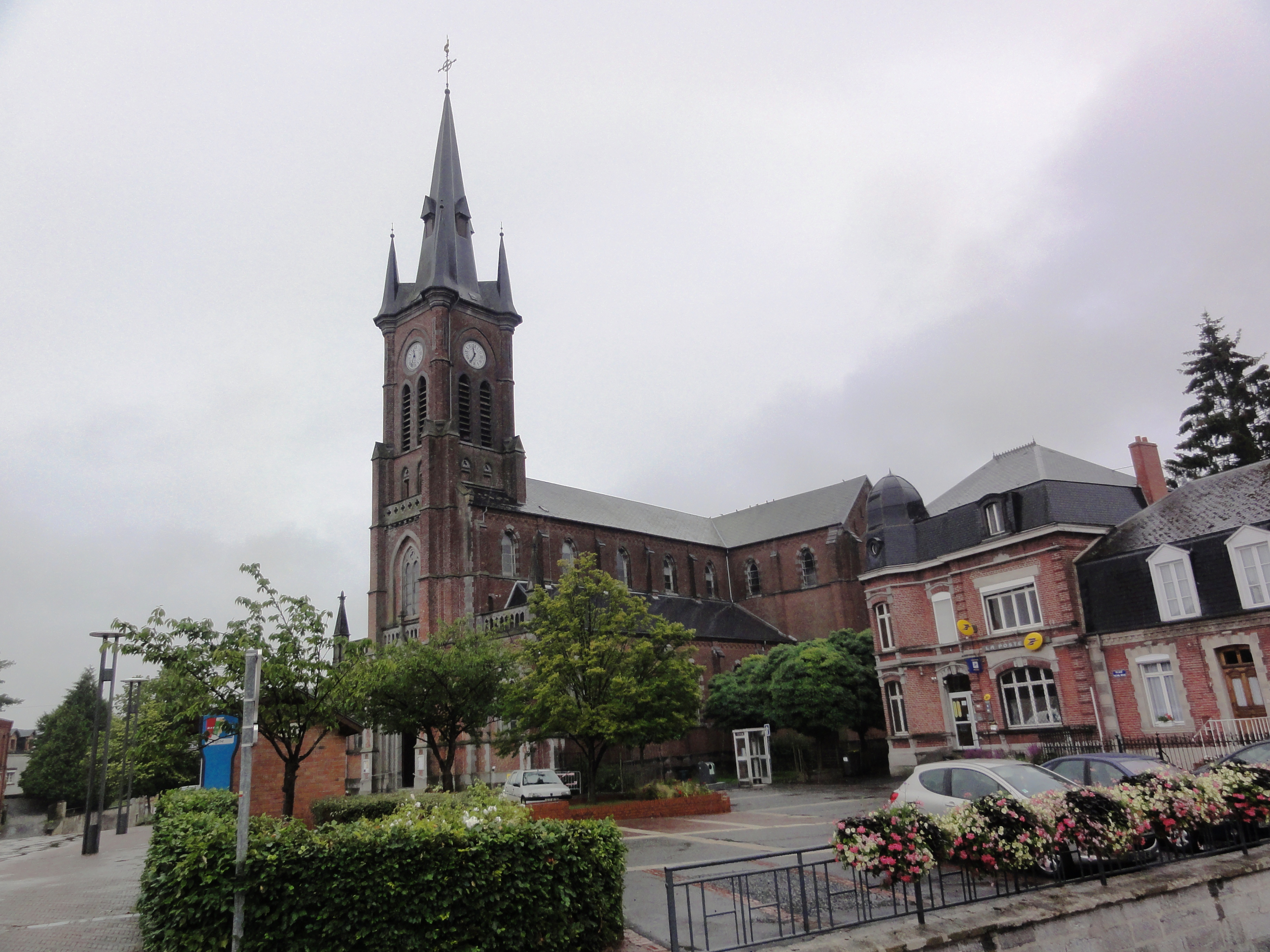
Kirche Saint-Étienne
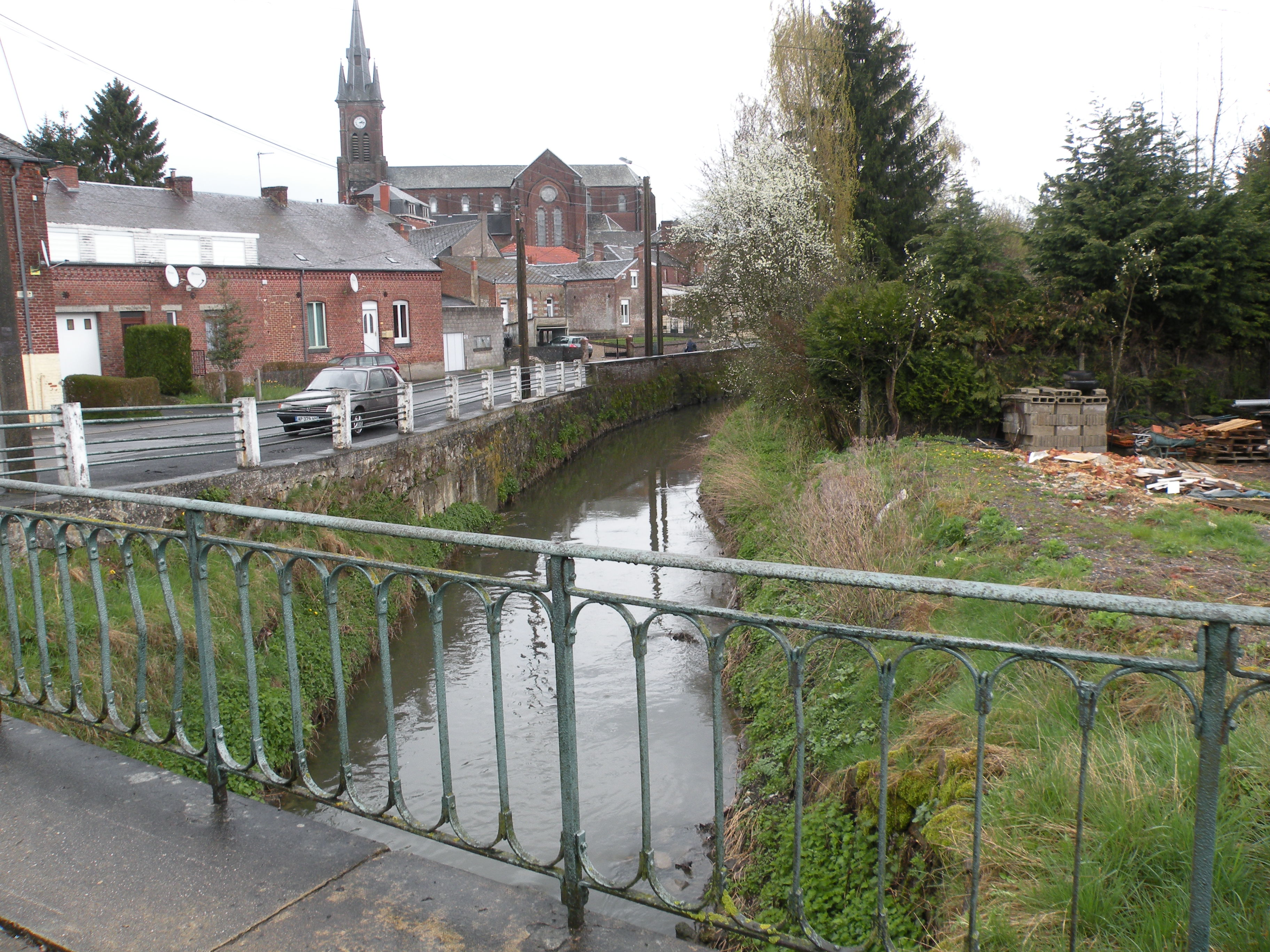
Die Helpe Mineure in Wignehies
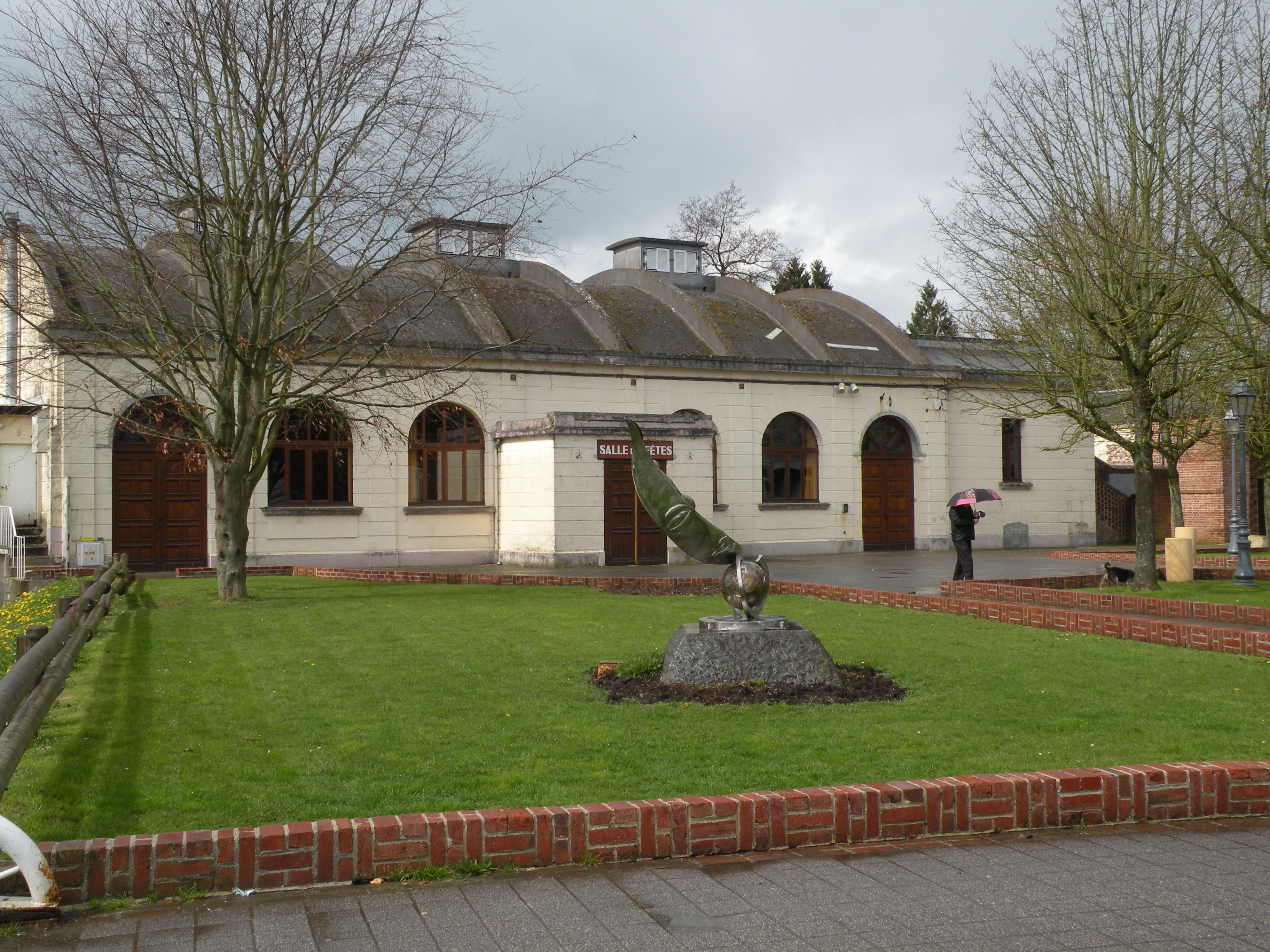
Gemeindefesthalle
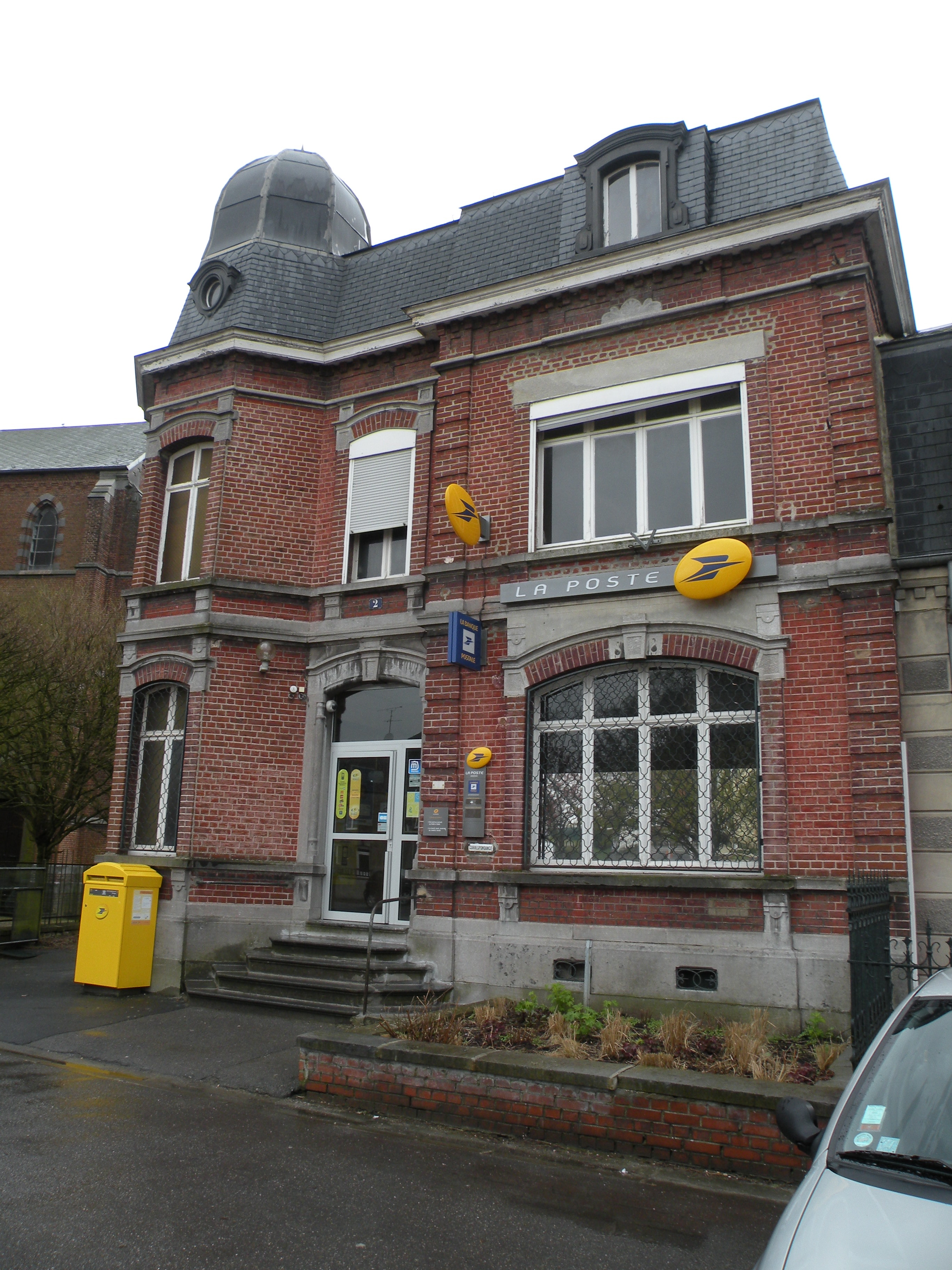
Postamt
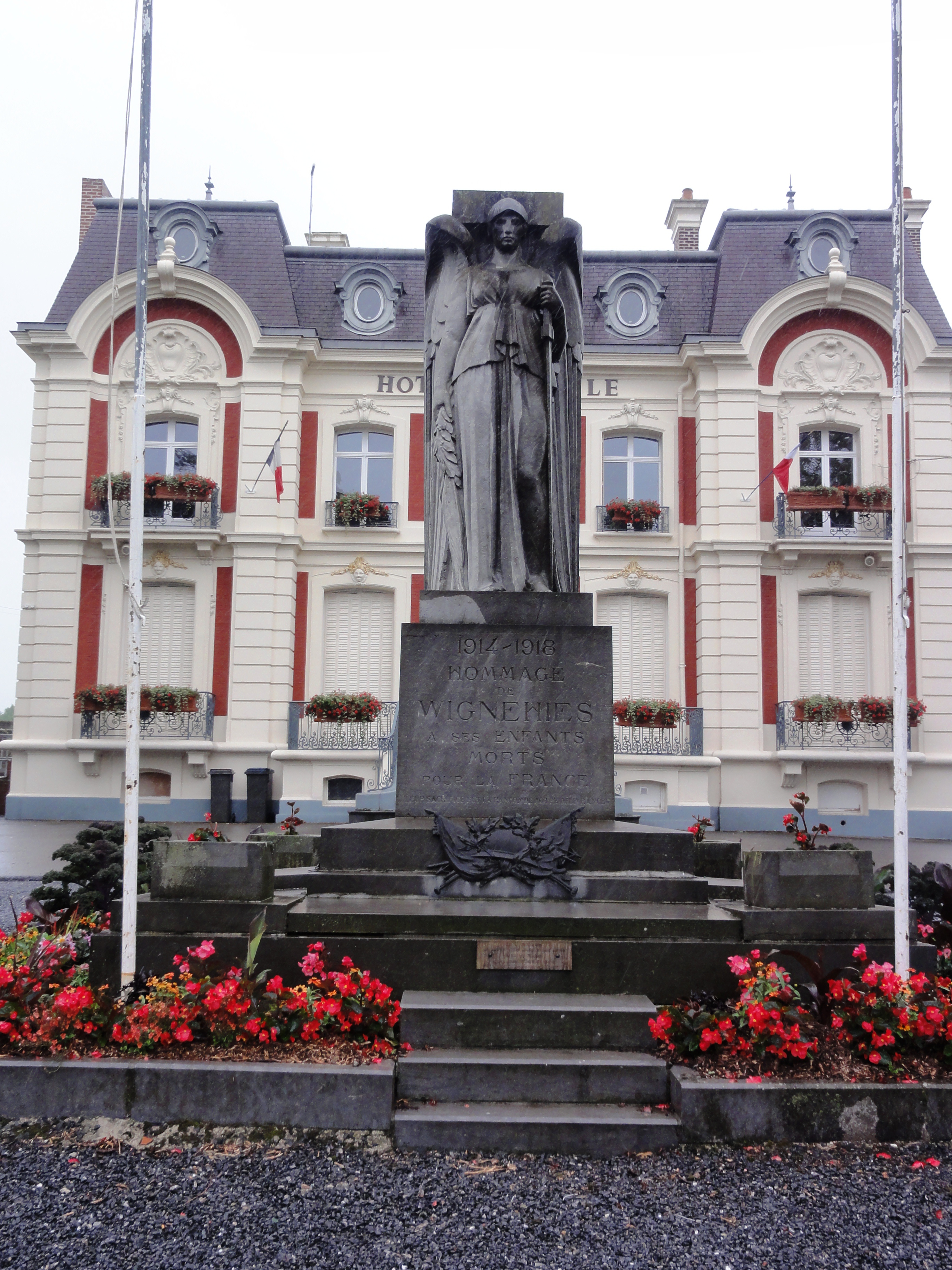
Gefallenendenkmal

- Kapelle Saint-Silvestre

- Kirche Saint-Étienne
- Die Helpe Mineure in Wignehies
- Gemeindefesthalle
- Postamt
- Gefallenendenkmal

## Gemeindepartnerschaft
Mit der rumänischen Gemeinde Bocsig im Kreischgebiet besteht seit 1990 eine Partnerschaft.

## Persönlichkeiten
- Quentin Tanis (* 1990), Radrennfahrer